# 犬上春吉
犬上 春吉（いぬがみ の はるよし、生没年不詳）は、平安時代前期の官人。姓は無しか。

## 経歴
仁和元年（885年）7月、近江国検非違使権主典前犬上郡大領従七位上と見え、権医師犬上郡郡老少初位下神人氏岳の官物奸盗を太政官に愁訴した。他の事績は不明。

## 官歴
『日本三代実録』による。
- 時期不詳：従七位上。近江国犬上郡大領
- 仁和元年（885年）7月19日：見近江国検非違使権主典